# Stertinius niger
Stertinius niger là một loài nhện trong họ Salticidae.
Loài này thuộc chi Stertinius. Stertinius niger được Anna Maria Sibylla Merian miêu tả năm 1911.